# إسحاق بن أحمد
الشيخ إسحاق بن أحمد بن محمد الحسيني الهاشمي المعروفة أكثر باسم الشيخ إسحاق أو الشيخ اسحاق (بالصومالية: Sheekh Isxaaq) هو الجد الأكبر لشعب الأشراف آل إسحاق الصومالية في القرن الأفريقي، التي تتميز أراضيها التقليدية بأنها واسعة ومكتظة بالسكان.
هاجرالشيخ إسحاق من العراق إلى شبه الجزيرة العربية ثم إلى أرض الصومال في القرن الثاني عشر أو الثالث عشر، قدم بصحبة زوجتة شريفة الحسينية وعدد من أقاربة لزيلع ثم هرر فأهدى سلطان هرر له جارية هررية حبشية ثم تزوج من قبيلة مغادلي الصومالية. واستقر في ما يعرف اليوم بمقاطعة عيريجابو، وأنشأ عاصمته في مايد. لعب تاريخ الشيخ إسحاق دورًا مهمًا في ترسيخ الهوية العربية والإسلامية لعشيرة إسحاق وتعزيزها.

## الهجرات
تصف طقوس القداسة التقليدية لعشيرة إسحاق كيف قام الشيخ إسحاق لأول مرة بسلسلة من الرحلات عبر شبه الجزيرة العربية، قبل الإبحار إلى ميناء زيلع الصومالي القديم ومتابعة رحلاته عبر أرض الصومال وبعض مناطق إثيوبيا، واستقر أخيرًا في مايد.

### وقت مبكر من الحياة
بعد وفاة جد الشيخ إسحاق ذهب في سلسلة من الهجرات من أجل مزيد من الدراسة والدعوة للإسلام. بشر أولاً في مكة، ثم سافر إلى مصر، ومن ثم إلى إريتريا وزيلع. ثم استقر بعد ذلك في منطقة سبأ في اليمن الحالي حيث تزوج أخت ملك عشيرة الحق. فولدت له ولدين. درعان وشريف، وينحدرون من عشيرتي الديران والأشرف على التوالي. فيما بعد استقر الشيخ إسحاق في منطقة الجوف شمال اليمن حيث تزوج مرة أخرى وأنجب منه ولدًا اسمه منصور وهو أب عشيرة المنصور في منطقة الجوف. ثم سافر إلى يابا حيث تزوج وأنجب منها ابنه يوسف وهو أب عشيرة اليوسف في منطقتي يابا ومأرب. قبل الانطلاق

### وصوله إلى القرن الأفريقي
ثم واصل الشيخ إسحاق رحلته وهاجر إلى زيلع بأرض الصومال وأخيراً هرر في إثيوبيا. تشير العديد من الروايات إلى أن الشيخ يوسف الكونين والشيخ إسحاق كانا معاصرين في زيلع وعلى اتصال في نفس الوقت. وبحسب أسطورة شهيرة، فإن الشيخ يوسف الكونين، المعروف محليًا باسم أوبرخادلي، تنبأ عند لقائه بالشيخ إسحاق أن الشيخ إسحاق سينعم بالكثير من الأبناء في حين أن الشيخ يوسف لن يكون له ذرية. وفقًا للنبوءة، كان أحفاد الشيخ إسحاق يزورون أيضًا قبر أوبرخادلي ويقدون الاحترام ويؤدون سياارو، أو الحج إلى قبره. القديسون والصوماليون: الإسلام الشعبي في مجتمع عشائري يقول:
ومع ذلك، نظرًا لأن ارتباط أوبرخادلي الدقيق بحكام سلطنة عفت ليس معروفًا على نطاق واسع، فإنه يظهر كشخصية منعزلة، ومقارنة بملايين أو نحو ذلك من الحربة من سلالة الأشراف آل إسحاق، وهو قديس محروم من القضية المعروفة. يفسر الاختلاف اللافت بين هذين القديسين في أسطورة شعبية تقول أنه عندما التقى الشريف الشيخ إسحاق و يوسف ذو الكونين، تنبأ الأخير بأن إسحاق سيباركه الله في كثير من الأبناء. ومع ذلك، لن يكون له أحفاد، لكن قضية إسحاق ستمنحه الاحترام والسيارو (عطاءات طوعية). يقال إن عشيرة إسحاق يجتمعون كل عام في ضريح أوبرخادلي لتقديم القرابين باسمه، كما يقال.
بعد نشر الإسلام والدعوة في هرر ثم قام بالحج إلى مكة، وعاد إلى أرض الصومال وذهب على طول الشاطئ شرقًا إلى بلدة الميد الساحلية في شرق أرض الصومال، حيث قام بتحويل الشعوب الوثنية إلى الإسلام. استقر فيما بعد في البلدة بعمر 60 عامًا، حيث تزوج بثلاث نساء. الأولى شريفة الحسينية والثانية من قبيلة ماغادلي الصومالية، والثالثة جاريةحبشية تدعى شييس زانيفة، ابنة أمير هرر، مع أحفاد ينتمون إلى ثلاث فروع، أبناء شريفة هبرشريفو، وأبناء الصومالية هبرمغادلي وأبناء الحبشية هبرحبوشيد على التوالي. أنجب ثمانية أبناء هم الأجداد المشتركون لعشيرة عائلة إسحاق. وبقي في مايد حتى وفاته.

## النسب
تتفق معظم الطوائف العربية عندما يتعلق الأمر بالنسب المزعوم للشيخ إسحاق، متتبعة نسبه إلى علي بن أبي طالب، ابن عم وصهر النبي محمد. ومع ذلك، وفقًا لـ لويس، فإن سلسلة الأنساب الطويلة التي يتتبع أعضاء عشيرة إسحاق نسبهم من خلالها، بالنظر إلى غلبة الأسماء التي تنتمي إلى الجزيرة العربية الإسلامية المبكرة (أي وقت النبي محمد) بدلاً من الثقافة الصومالية العربية في العصور الوسطى، من غير المرجح أن تكون حقيقية. يشرح لويس كذلك أن علم الأنساب يبدو أنه تم تعريبه بهدف تعزيز مكانة إسحاق بين العديد من المجموعات العرقية في الصومال الحديث والمعاصر.
النسب المنسوبة للشيخ إسحاق من قبل اثنين من طوائف القداسة العربية، والتي غطاها أليساندرو جوري في دراسات حول الأدب الهاجيوغرافي الإسلامي الصومالي باللغة العربية، على النحو التالي؛
الشيخ إسحاق بن أحمد بن محمد بن حسين بن علي محمد بن حمزة المطهر بن عبد الله بن أيوب بن قاسم بن أحمد بن علي بن عيسى بن يحيى بن محمد التقي بن حسن العسكري بن علي الهادي بن محمد الجواد بن علي الرضا بن موسى الكاظم بن جعفر الصادق بن محمد الباقر بن علي زين العابدين بن حسين بن علي بن ابي طالب.

## أحفاد

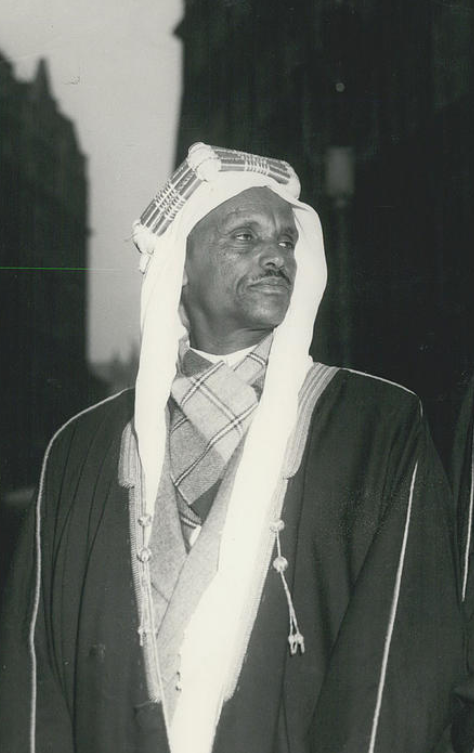
السلطان عبد الرحمن ديريا من هبر أول إسحاق بلندن 1955

شعب الأشراف آل إسحاق، تنقسم قبائلها إلى قسمين، كما هو موضح في علم الأنساب. دوري الدرجة الأولى ما بين تلك الأنساب ينحدر من أبناء الشيخ إسحاق:- من قبل هرري امرأة -هبر حبوشيد- والمنحدرين من أبناء الشيخ إسحاق من قبل الصومالية امرأة من عشيرة ماغادلي الصومالية -الهبر ماغادلي-. في الواقع، فإن معظم العشائر الكبرى في عائلة العشيرة هي في الواقع تحالفات رحمية ومن هنا جاءت كلمة «هبر» الأمومية والتي تعني في اللغة الصومالية القديمة «الأم». هذا موضح في هيكل العشيرة التالي.
أ. هبر ماغادلي
- إسماعيل (غَرْحَجيس)
- أيوب
- عـلي (عرب)
- عبد الرحمن الأول (هبر أول)

ب. هبر حَبُشيد
- أحمد (تُلْ جِعِلْ)
- موسى (هبر جِعلو)
- إبراهيم (صنبور)
- محمد (عمـران)

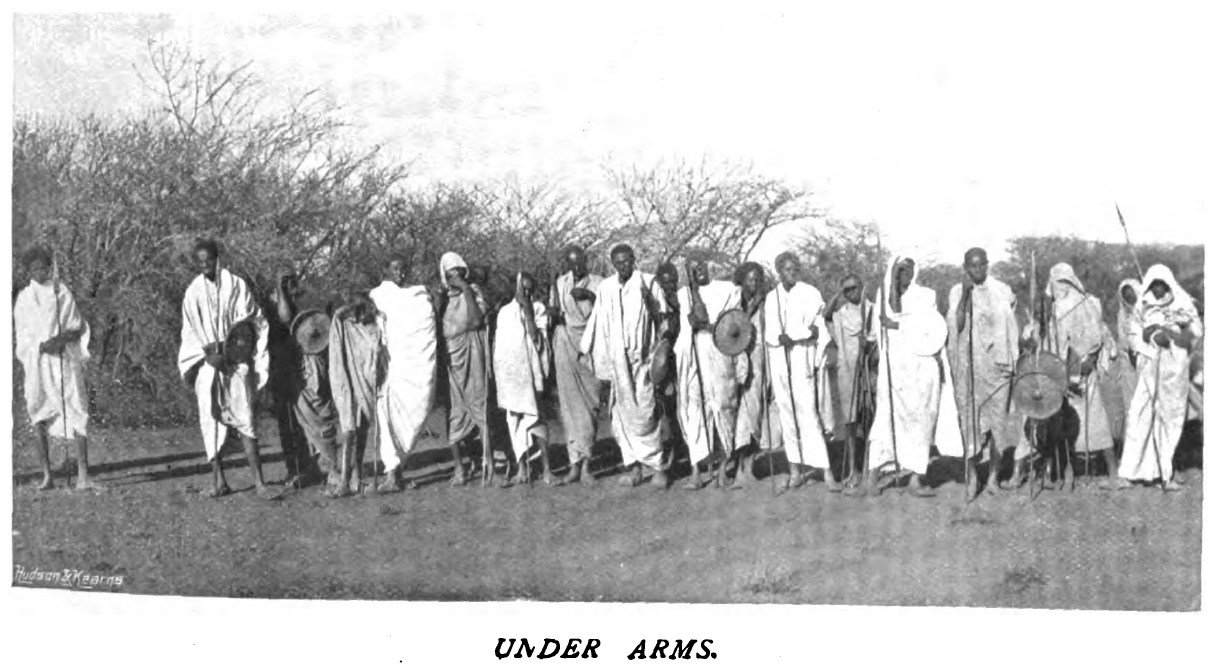
محاربو عشيرة الهبر أول

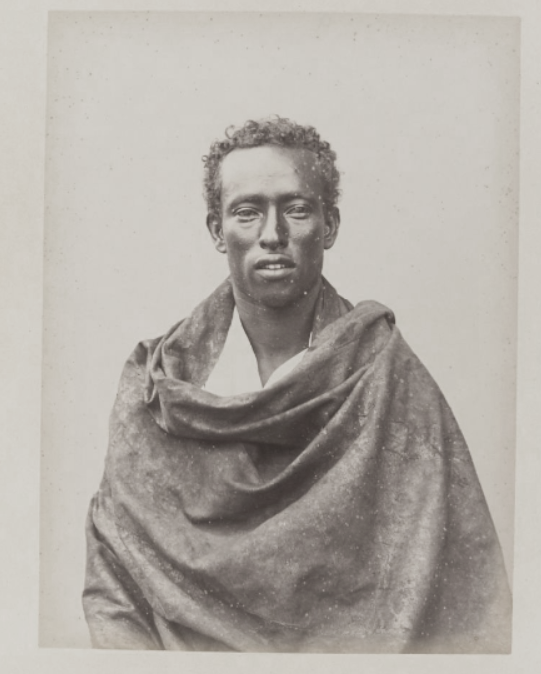
دعاله عبدي من قبيلة موسى أبوكر هبر جعلو التقطت عام 1890

هناك اتفاق واضح على الهياكل العشائرية والعشائرية الفرعية التي لم تتغير لفترة طويلة. أقدم علم أنساب مسجل لصومالي في الأدب الغربي كان على يد السير ريتشارد بيرتون في منتصف القرن التاسع عشر فيما يتعلق بمضيفه من إسحاق (هبر يونس) وحاكم زيلع، شارمارك علي صالح.
القائمة التالية مأخوذة من نزاع البنك الدولي في الصومال: الدوافع والديناميات من عام 2005 ومنشور وزارة الداخلية البريطانية، تقييم الصومال 2001.
- اسحاق
  - آل عبد الرحمن الأول هبر أول
    - سعد موسى
    - عيسى موسى

  - آل إسماعيل قرحجيس
    - سعيد هبر يونس
    - داوود عيداجالي

  - آل عـلي أراب
  - آل أيوب
  - هبرحَبُشيد هبرجعـلو
    - آل أحمد تُلْ جِعِلْ
    - آل موسى هبرجعلو
    - آل محمد عمران

  - آل إبراهيم صنبور

يؤكد أحد التقاليد أن للشيخ إسحاق ولدين توأمان: عـلي (عرب) وإسماعيل (غرحجيس). بالإضافة إلى ذلك، كان للشيخ إسحاق أربعة أبناء إضافيين في اليمن (درعان وشريف ويوسف ومنصور) يسكن أحفادهم أجزاء من شمال اليمن، بما في ذلك مديرية خولان ومحافظة مأرب.

## ميراث
وفقًا لكتب الأنساب والتقاليد الصومالية، فقد تأسست عشيرة إسحاق في القرن الثالث عشر أو الرابع عشر مع وصول الشيخ إسحاق من الجزيرة العربية إلى الميادة. استقر في بلدة ميط الساحلية في العصر الحديث شمال شرق أرض الصومال، حيث تزوج من عشيرة ماغادل المحلية.
هناك أيضًا العديد من طقوس القداس الموجودة باللغة العربية والتي تصف رحلات الشيخ إسحاق وأعماله وحياته العامة في أرض الصومال الحديثة، فضلاً عن تحركاته في شبه الجزيرة العربية قبل وصوله. إلى جانب المصادر التاريخية، فإن إحدى أحدث السير الذاتية المطبوعة للشيخ إسحاق هي أمجاد الشيخ حسين بن أحمد درويش العساقي الصومالي، والتي طُبعت في عدن عام 1955.
شكّل نسله فيما بعد سلطنتين قويتين سيطرت فيما بعد على الساحل الشمالي للقرن الأفريقي خلال العصر الحديث المبكر. سلطنة إسحق وسلطنة خبر يونس.
كجزء من المحاولات الحديثة لـ «تعريب» نسب الإسحاق، تم تتبع نسب الشيخ إسحاق من قبل علماء القداسة إلى علي بن أبي طالب، ابن عم النبي محمد وصهره. من المحتمل أن يكون هذا النسب خاطئًا، ويعمل بشكل أساسي على التأكيد على الخلفية الإسلامية للثقافة الصومالية.

## مكان الدفن
ويقع قبر الشيخ إسحاق في ميط، وهو مسرح كثرة الحج. كما يتم الاحتفال بالمولد (المولد) للشيخ إسحاق كل خميس بقراءة علنية لمناقبه (مجموعة من الأعمال المجيدة). تتم سياارته أو الحج سنويًا داخل أرض الصومال وفي الشتات ولا سيما في الشرق الأوسط بين المغتربين من إسحاق. القبر كانت تحتفظ به عائلة الفنان الصومالي عبد الله قرشي.